# 創衛一
創衛一（Weywot）是古柏帶天體創神星已知的衛星。

## 發現
米高·布朗根據2006年2月14日所拍攝的照片發現創衛一，於2007年2月22日宣布發現消息。

## 性質
創衛一在距離創神星0.35角秒的位置被天文學家所發現，視星等比創神星還暗5.6等 。創衛一環繞在距離創神星14500公里的軌道，軌道偏心率約為0.14。假設創衛一反射率和密度與創神星相等，則創衛一的直徑約為74公里（創神星的12分之1）。米高·布朗認為它很可能是創神星遭到碰撞後遺留的碎片，他推測它的冰幔因此隨之消失。天文學家估計創衛一的質量只有創神星質量的2000分之1。